# Petrarkismus
Der Petrarkismus ist eine den mittelalterlichen Minnesang ablösende neue Stilform, die weit in die Neuzeit hinein fortlebte und z. B. William Shakespeare stark beeinflusste.
Als Begründer des Stils gilt Francesco Petrarca (1304–1374), den August Buck als „Vater des europäischen Humanismus“ bezeichnete. Der italienische Dichter und Humanist übte mit seiner Liebeslyrik, besonders dem Petrarca-Sonett, einen großen Einfluss auf die europäische Dichtung aus. Ausschlaggebend für seine Liebeslyrik war die Liebe zu einer gewissen Laura, an die er seine Werke richtete.
Die Grundzüge der erotischen Situation werden aus dem Minnesang übernommen. Der Mann ist der klagende und wehleidige Sklave, der grausame Liebesqualen erleidet, sein Herz wird von der Liebesglut verzehrt. Während der Mann nur ein lebendiger Toter oder Weichling ist, ist die Frau, zu der der Mann sich hingezogen fühlt, ihm gegenüber kalt und grausam und beachtet ihn nicht.
Im Barock wurde der Petrarkismus gelegentlich vice versa angewandt. Der sogenannte geistliche Petrarkismus umschreibt im Gegensatz zum weltlichen das Wehleiden und Klagen aus der Perspektive der Frau.
Typische Frauenbeschreibungen sind: Das Herz ist wie Diamant, die Wangen sind wie Rosen, ihr Haar ist Gold und ihre Brüste sind wie Marmorbälle.
Kritisiert wurde der Petrarkismus häufig aufgrund seiner Unnatürlichkeit, die durch den gleichbleibenden Ablauf der Liebesgeschichte in den von dieser Stilform betroffenen lyrischen Werken verstärkt wird.
Geprägt wurde er durch eine feste Schematik, stereotype Formulierungen, Antithetik und Metaphorik.